# Čekanice (Tábor)
Čekanice (německy Tschekanitz) jsou velká vesnice, část města Tábor (původně to bývala ves příslušející k Sezimovu Ústí) ve stejnojmenném okrese v Jihočeském kraji.

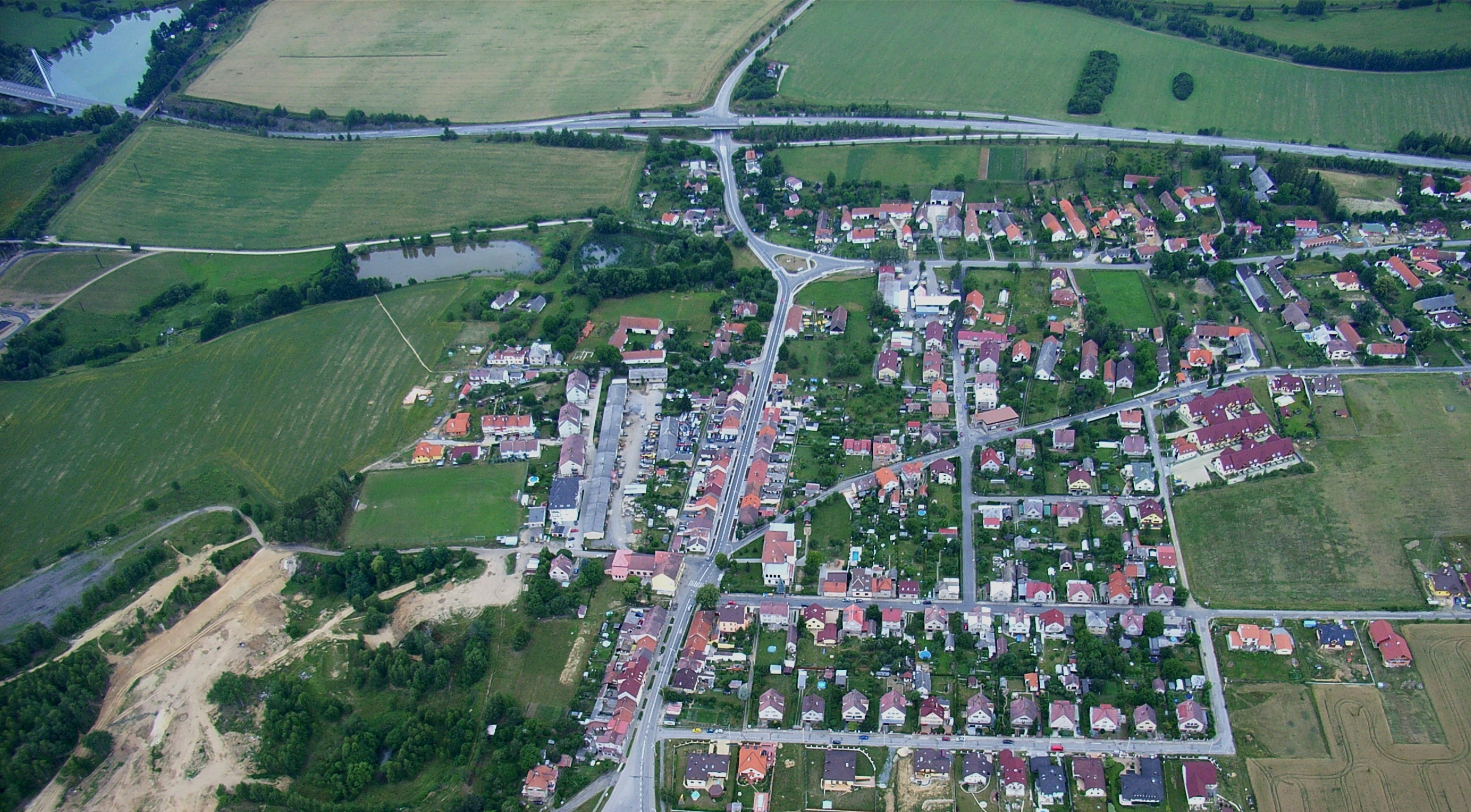
Čekanice, jižně od silnice 19 směr Písek, poblíž harfového mostu přes Jordán

Čekanice se nacházejí asi 1,5 kilometru severovýchodně od centra Tábora, poblíž vodní nádrže Jordán, jižně od silnice číslo 19: z E55 (D3) směr Písek, západně od zprovozněného úseku po částech budované dálnice D3 Praha – České Budějovice. Místní zástavbou prochází silnice číslo 123. Okraj vsi obíhají železniční tratě Praha - České Budějovice a Tábor - Ražice.
- V Čekanicích je (stav k roku 2023) Základní škola pro 1.–5. ročník, mateřská škola, školní jídelna a výdejna.
- Ve vesnici a nejbližším okolí (např. areál „Silo“) je 8 zastávek linky Městské hromadné dopravy Tábor.

## Historie
První písemná zmínka o vesnici pochází z roku 1370.
V roce 1420 se stali Čekanice obcí Táborskou; v roce 1625 koupil vesnici od města Tábora císařský generál Martin de Hoeff-Huerta. Po něm držela Čekanice Anna Marie z Varrensbachu a ta prodala posléze jednu část obce Zikmundu Myslíkovi, město Tábor v roce 1658 koupilo Myslíkovu část zpět a připojilo jí k obci Táborské. Tři dvory kmecí patřili ve vesnici též Prokopům z Hejlovce.
- Ze sedláckých rodin v Čekanicích usedlých se připomínají: Rod Novotných (1678), Plachých (1719), Bílých na čp. 11 (1724) a na čp. 26 (1735), Voráčkův (1726), Pudilovi (1777) na čp. 6. Rodina Bílých (Milan Bílý) a Pudilových (Pavla Pudilová), ještě dodnes (2008) v Čekanicích bydlí.
- Jako majitelé hostince „Na Zavadilce“ jsou známi např. Antonín Madotti (1695), Martin Mazín (1698) a Jan Pavliš (1784).
- Ottův slovník naučný uvádí, že k roku 1890 zde bylo 57 domů s 429 obyvateli. A tři místní v širším okolí známé cihelny.
- Ve vsi působil atletický klub „Táborita“, který vznikl 16. dubna 1904.
- 13. února 2002 byla zahájena výstavba dálnice D3 (4 km úsek od Čekanic do Chotovin).

## Obyvatelstvo
| Rok            | 1869 | 1880 | 1890 | 1900 | 1910  | 1921  | 1930 | 1950 | 1961 | 1970 | 1980 | 1991 | 2001  | 2011  | 2021  |
| -------------- | ---- | ---- | ---- | ---- | ----- | ----- | ---- | ---- | ---- | ---- | ---- | ---- | ----- | ----- | ----- |
| Počet obyvatel | 407  | 409  | 430  | 474  | 1 123 | 1 158 | 771  | 690  | 728  | 791  | 858  | 955  | 1 049 | 1 316 | 1 355 |
| Počet domů     | 49   | 56   | 57   | 59   | 128   | 140   | 144  | 168  | 163  | 189  | 210  | 245  | 281   | 317   | 355   |

## Obecní správa
Při sčítání lidu v letech 1850–1971 Čekanice byly samostatnou obcí v okrese Tábor. Od 26. listopadu 1971 jsou částí města Tábor ve stejnojmenném okrese, kdy se konaly městské volby. V letech 1850–1879 a v letech 1961–1971 k obci patřila Stoklasná Lhota a v letech 1850–1920 také Hlinice.

## Pamětihodnosti
- Původní školní budova byla vystavěna v obci roku 1877. 7. října 1877 byla vysvěcena jako jednotřídka – a vyučovalo se zde až do roku 1908, kdy byla otevřena a 6. září 1908 vysvěcena nová moderní budova, která jako škola slouží dodnes.
- Kaplička ve vsi pochází z roku 1834.